# Дворец Палудяя (Главная площадь)
Дворец Палудяя (словац. Paluďaiho palác) — дом и национальный памятник культуры на углу Главной площади и улицы Зелена в Старом городе Братиславы. В Братиславе есть еще один дворец с таким же названием — Дворец Палудяя на Пражской улице.
Дом построен в 1880 году в стиле необарокко для Франтишека Палудяя, крупного виноторговца. Архитекторы опирались на традиции французского барокко. До 1880 года на его месте Главной площади стоял дом, который из-за высоты и призматической формы назывался Бургом, считался одним из старейших и имел славу дома с приведениями. Предание гласит, что этот дом был первым зданием, в котором заседал Братиславский городской совет.